# Hossam Hassan (Fußballspieler, 1989)
Hossam Hassan Mohammed Abdallah kurz Hossam Hassan (* 30. April 1989 in Kairo) ist ein ägyptischer Fußballspieler. Er ist weder verwandt noch verschwägert mit dem ehemaligen ägyptischen Nationalspieler Hossam Hassan. Dieser spielte ebenfalls für den Verein al-Masry unmittelbar bevor Hossam Hassan in diesem Verein seine Profikarriere startete. Daher werden beide Spieler oft miteinander verwechselt.

## Karriere

### Verein
Hassan kam in der ägyptischen Hauptstadt Kairo auf die Welt und erlernte das Fußballspielen in den Jugendmannschaften diverser Mannschaften seiner Heimat. Zum Sommer 2010 wurde er in den Kader von al-Masry aufgenommen und fand ihn sofort einen Stammplatz.
Zum Sommer 2012 verließ er seine Heimat und wurde in die türkische TFF 1. Lig an Çaykur Rizespor ausgeliehen.

### Nationalmannschaft
Hassan nahm 2009 mit der ägyptischen U-20-Nationalmannschaft an der U-20-Fußball-Weltmeisterschaft 2009 teil und kam mit seiner Mannschaft bis ins Achtelfinale.
Im Jahr 2012 debütierte er für die ägyptische Nationalmannschaft.

## Erfolge
Mit Çaykur Rizespor
- Vizemeister der TFF 1. Lig 2012/13 und Aufstieg in die Süper Lig